# Steno (cineasta)
Stefano Vanzina, nome artístico Steno (Roma, 19 de janeiro de 1915 – Roma, 12 de março de 1988), foi um diretor de cinema italiano.

## Biografia
Steno começou como redator de um jornal humorístico. Foi desenhista desse mesmo jornal e se formou em Direito antes de se iniciar no cinema como assistente de diretores como Mario Mattoli e Mario Monicelli, com quem fez também roteiros de várias produções na década de 1940.
Com Monicelli ele realizou a direção de Al diavolo la celebrità, em 1949 e sozinho estreou como diretor em 1952 com Totò a colori. Foi um diretor que optou por comédias e sempre com um humor patético.
Entre seus maiores sucessos estão: Un Giorno in pretura (1954) com Silvana Pampanini; Un Americano a Roma (1954); Mio figlio Nerone (1956) com Alberto Sordi e Brigitte Bardot; Copacabana Palace (1962) e Il Trapianto (1970) .

## Filmografia
- Al diavolo la celebrità (1949)  (com Mario Monicelli, também roteiro)
- Totò cerca casa (1949)  (com Mario Monicelli, também roteiro)
- Vita da cani (1950)  (com Mario Monicelli, também roteiro)
- È arrivato il cavaliere (1950)  (com Mario Monicelli, também roteiro)
- Guardie e ladri (1951) (com Mario Monicelli, também roteiro)
- Totò e i re di Roma (1951) (com Mario Monicelli, também roteiro)
- Totò e le donne (1952) (com Mario Monicelli, também roteiro; na verdade dirigiu sozinho)
- Totò a colori (1952) (também roteiro)
- Le infedeli (1953) (com Mario Monicelli, também roteiro)
- L'uomo, la bestia e la virtù (1953) (também roteiro)
- Cinema d'altri tempi (1953)  (também roteiro e ator)
- Un giorno in pretura (1953)  (também roteiro)
- Un americano a Roma (1954) (também roteiro)
- Le avventure di Giacomo Casanova (1954) (também roteiro)
- Piccola posta (1955) (também roteiro)
- Mio figlio Nerone (1956) (também roteiro)
- Guardia, ladro e cameriera (1958) (também roteiro)
- Femmine tre volte (1957) (também ator)
- Susanna tutta panna (1957)
- Mia nonna poliziotto (1958) (também roteiro)
- Totò nella luna (1958) (também roteiro)
- Totò, Eva e il pennello proibito (1959)
- I tartassati (1959) (também roteiro)
- Tempi duri per i vampiri (1959)
- Un militare e mezzo (1960)  (também roteiro)
- Letto a tre piazze (1960) (também roteiro)
- A noi piace freddo...! (1960) (também roteiro)
- Psycosissimo (1961) (também roteiro)
- I moschettieri del mare (1961) (também roteiro)
- La ragazza di mille mesi (1961) (também roteiro)
- I due colonnelli (1962)
- Totò diabolicus (1962) (também roteiro)
- Copacabana Palace (1962) (filmado no Brasil)
- Totò contro i quattro (1963)
- Gli eroi del West (1963)  (também roteiro)
- I gemelli del Texas (1964)
- Un mostro e mezzo (1964) (também roteiro)
- Letti sbagliati (1965)
- Rose rosse per Angelica (1965) (também roteiro)
- Amore all'italiana (1966) (também roteiro)
- La feldmarescialla (1967)
- Arriva Dorellik (1967)
- Capriccio all'italiana (1967) (episodio Il mostro della domenica, também roteiro)
- Il trapianto (1969) (também roteiro)
- Cose di Cosa Nostra (1971) (também roteiro)
- Il vichingo venuto dal sud (1971) (também roteiro)
- La polizia ringrazia (1971) (também roteiro, assinado com o seu nome verdadeiro)
- Il terrore con gli occhi storti (1972) (também roteiro)
- L'uccello migratore (1972)
- Anastasia mio fratello (1973) (com o seu verdadeiro nome)
- Piedone lo sbirro (1973)
- La poliziotta (1974)
- Piedone a Hong Kong (1974) (também roteiro)
- Il padrone e l'operaio (1975)
- Febbre da cavallo (1976) (também roteiro)
- L'Italia s'è rotta (1976) (também roteiro)
- Tre tigri contro tre tigri (1977) (com Sergio Corbucci)
- Doppio delitto (1977)
- Piedone l'africano (1978)
- Amori miei (1978)
- Dottor Jekyll e gentile signora (1979) (também roteiro)
- La patata bollente (1979) (também roteiro)
- Piedone d'Egitto (1980) (também roteiro)
- Fico d'India (1980) (também roteiro)
- Quando la coppia scoppia (1981) (também roteiro)
- Il tango della gelosia (1981) (também roteiro)
- Dio li fa e poi li accoppia (1982)
- Banana Joe (1982) (também roteiro)
- Sballato, gasato, completamente fuso  (1982) (também roteiro)
- Bonnie e Clyde all'italiana (1982)
- Mani di fata  (1983) (também roteiro)
- Mi faccia causa (1984) (também roteiro)
- Animali metropolitani (1987) (também roteiro)
- L'ombra nera del vesuvio (1987, miniserie TV) (também roteiro)
- Big Man (1988, mini-série TV) (também roteiro, 5 episódios)